# 秦杰 (1926年)
秦杰（1926年—2012年7月20日），男，江苏南京人，中华人民共和国政治人物，曾任江苏省人民检察院检察长，江苏省人大常委会副主任。